# St. Ursula (Pellheim)

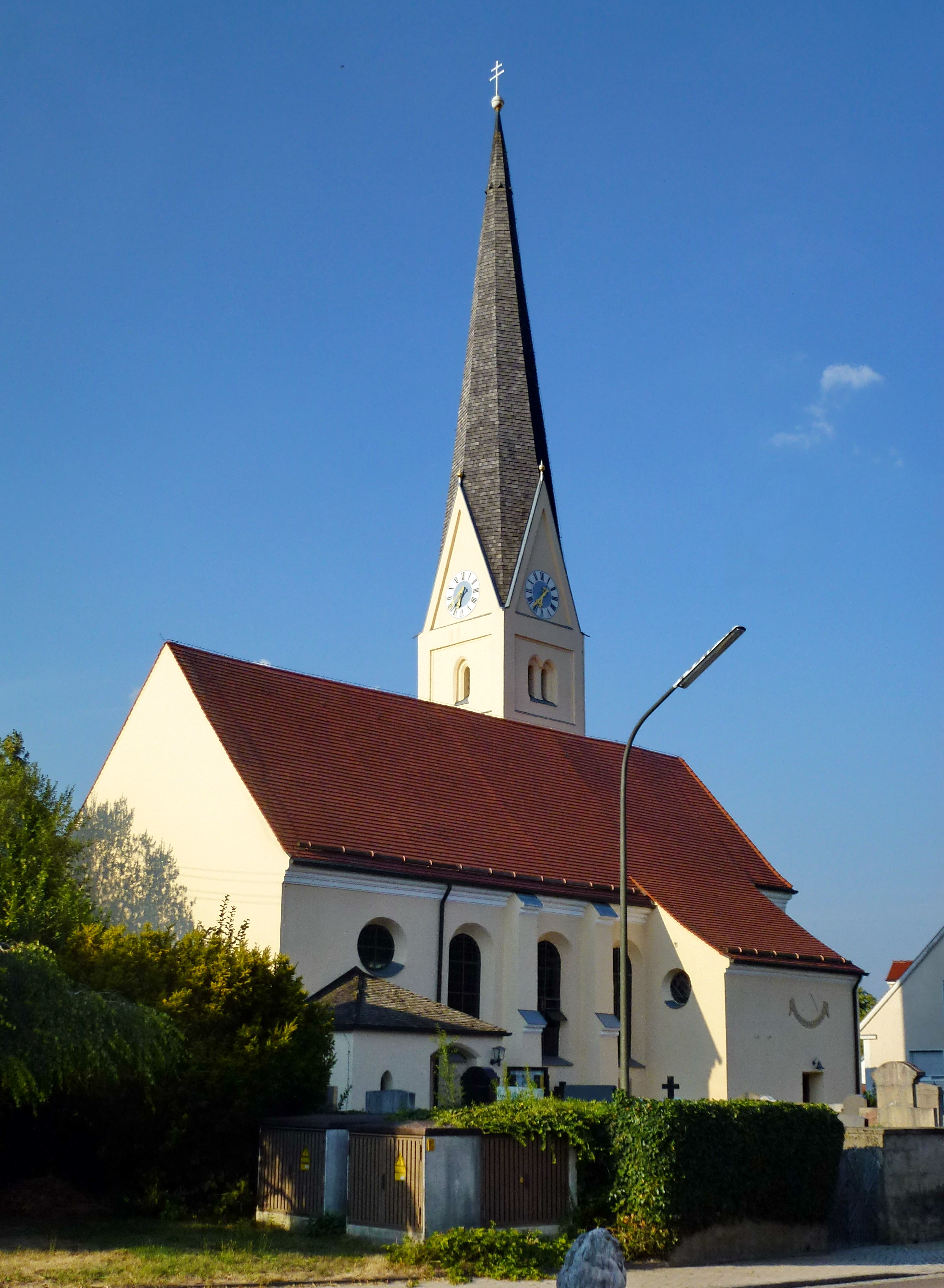
St. Ursula in Pellheim

Die römisch-katholische Pfarrkirche St. Ursula steht in Pellheim, einem Gemeindeteil der Großen Kreisstadt Dachau im gleichnamigen oberbayerischen Landkreis Dachau. Die Kirche steht unter Denkmalschutz und ist in der Liste der Baudenkmäler in Dachau unter der Nr. D-1-74-115-72 eingetragen. Die Pfarrei St. Ursula gehört zum Pfarrverband Dachau - St. Jakob im Dekanat Dachau (Erzbistum München und Freising).

## Beschreibung
Die barocke Saalkirche wurde 1688/89 unter Einbeziehung mittelalterlicher Mauern erbaut. Sie besteht aus dem 13,80 Meter langen und 9,23 Meter breiten, von Strebepfeilern gestützten Langhaus zu vier Jochen, dem eingezogenen, dreiseitig geschlossenen Chor, 8,40 Meter tief und 6,62 Meter breit, im Osten, der Sakristei an der Südwand und dem 48 Meter hohen Chorflankenturm, der im Kern aus dem 15. Jahrhundert stammt, an der Nordwand des Chors. Sein oberstes Geschoss enthält den Glockenstuhl mit vier Glocken. Darunter sind drei historische Glocken, die in den Jahren um 1480 von Ulrich von Rosen, 1599 von Martin Frey und 1629 gegossen wurden. Die vierte Glocke kam 1950 hinzu. Das Geläut klingt mit dem Motiv Salve Regina in den Tönen ges′, b′, des″ und es″. Zwischen den Giebeln, an denen die Zifferblätter der Turmuhr angebracht sind, erhebt sich ein spitzer Helm. 
Der Innenraum des Langhauses ist mit einem 1912 erneuerten Tonnengewölbe überspannt, das mit einer Deckenmalerei versehen wurde. Der Maler dieser Fresken war Josef Albrechtskirchinger. Das vordere Bild zeigt den heiligen Johannes den Täufer auf Wolken. Sein Attribut, den Kreuzstab, hält ein Putto. Unten liegt auf einer Wolke das Lamm Gottes. Als Vorläufer von Christus weist Johannes mit der rechten Hand auf ein Kreuz im Hintergrund. Im mittleren Bild sind die Wetterheiligen Johannes und Paulus dargestellt und im letzten Bild der heilige Martin im Bischofsornat und mit einer Gans auf einem Buch. Die Gans erinnert an die Legende, dass Martin durch Gänsegeschnatter verraten wurde, als er sich versteckt hatte, um nicht zum Bischof gewählt zu werden. Das Dorf im Hintergrund des Bildes ist Unterbachern. Sechs Medaillons am Rand der Langhausdecke enthalten Szenen aus dem Alten Testament.
Der Hochaltar wurde in der Zeit um 1740 geschaffen. Er hat ein hohes Retabel mit vier rot-weiß marmorierten Säulen, auf deren Kapitellen ein vorkragendes Gesims mit dem Altarauszug aufliegt. Das 1746 von Franz Mayr aus Lauterbach in Öl auf Leinwand gemalte Altarblatt zeigt die Kirchenpatronin St. Ursula in blaurotem Gewand und mit Krone, mit Pfeilen und einem Martyrerpalmzweig in den Händen. Hinter ihr sind die 11.000 Jungfrauen angedeutet, die sie zu der im Hintergrund dargestellten Stadt Köln begleiteten. Der Altarauszug enthält unter einem Baldachin ein Relief der Heiligen Dreifaltigkeit über Maria und Josef mit dem Jesuskind in ihrer Mitte. Links und rechts von diesem Relief stehen als kleine Figuren die heilige Barbara und die heilige Katharina. Der Altarblock ist gemauert. Darauf liegt eine Mensa aus Rotmarmor, auf der ein zweistöckiger Tabernakel mit vergoldeten Türen steht.
Die Seitenaltäre stammen aus der Zeit um 1770. Sie sind sehr hoch und schmal gebaut. Das Gemälde im linken Altar zeigt eine auf einem Thron sitzende bekrönte Muttergottes in einem roten Kleid und einem blauen Mantel mit Goldborte. Auf ihrem Schoß hält sie das Jesuskind. Es ist ein Ölbild auf Leinwand aus der Mitte des 19. Jahrhunderts. In der Predella steht unter anderem eine Nachbildung des Gnadenbildes der schwarzen Muttergottes aus Altötting. Die dunkel gekleidete Gestalt in der Mitte des Altarbildes rechts ist der heilige Leonhard, mit einem Buch und Ketten in den Händen. Die Ketten deuten auf durch sein Gebet befreite Gefangene hin. Links und rechts neben Leonhard stehen der heilige Florian, ein Haus löschend, und ein Bischof, der wahrscheinlich den heiligen Korbinian darstellt. Zu seinen Füßen steht das Modell einer Kirche.
Den 104 × 140 × 80 Zentimeter großen Zelebrationsaltar schuf 1980 der Bildhauer Wolfgang Gebauer (1945–2018) aus Hechenberg. An der Vorderseite des Altars steht hinter einer Glasplatte ein Reliquiar aus der Zeit um 1745. Es ist aus Silber mit farbigen Steinen gearbeitet. Passend zum Zelebrationsaltar ist der Ambo gestaltet.

## Orgel

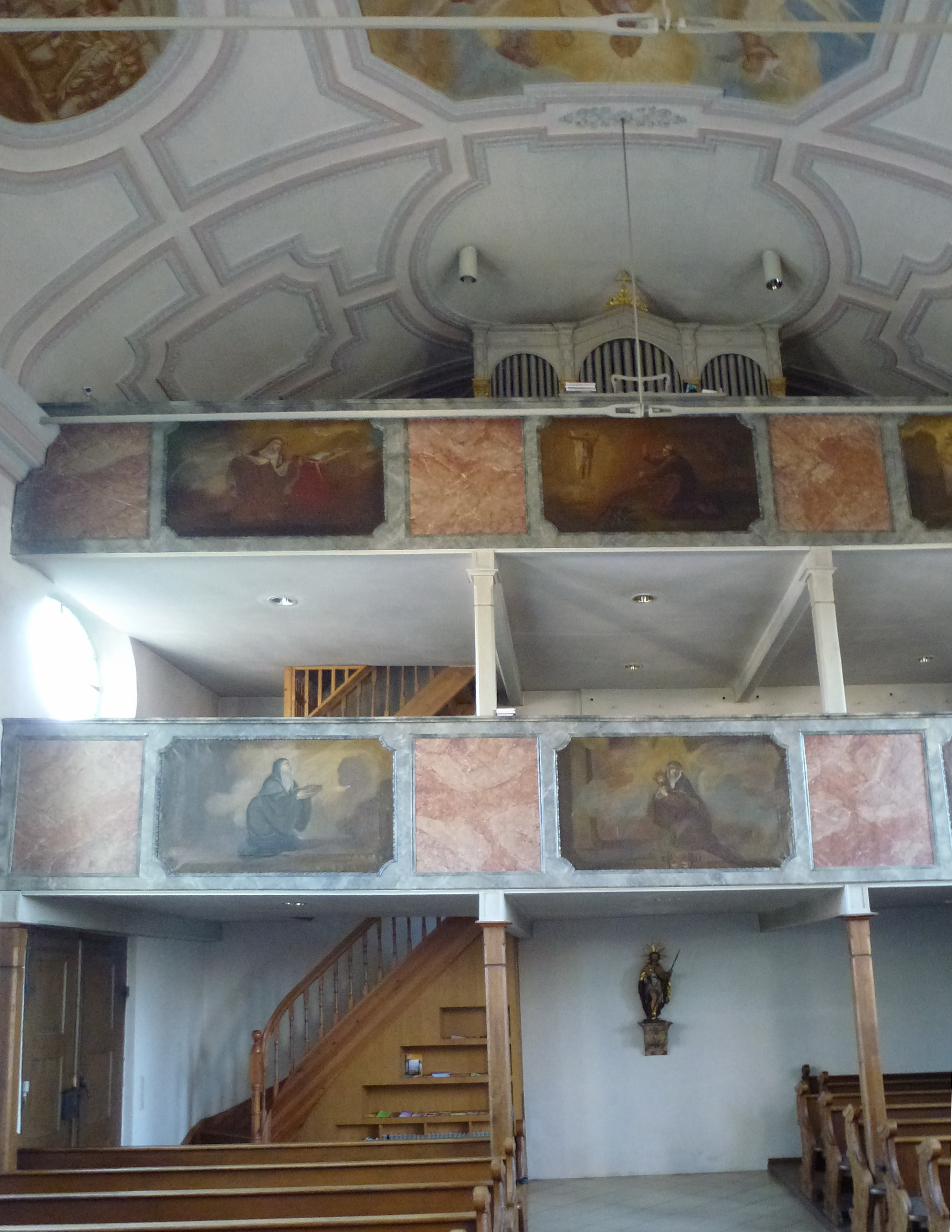
Orgel

Die Orgel auf der oberen Empore mit 14 Registern auf zwei Manualen und Pedal wurde 1878 von Georg Beer II gebaut. Das rein mechanische Schleifladen-Instrument wurde mit einem freistehenden Spieltisch und einem Neurenaissance-Prospekt ausgeführt. Die Disposition lautet:
| I Manual C–f3 |       |
| Principal     | 8′    |
| Großflöte     | 8′    |
| Gedackt       | 8′    |
| Gamba         | 8′    |
| Octav         | 4′    |
| Bordunalflöte | 4′    |
| Superoctav    | 2′    |
| Mixtur IV     | 1 ⁄2′ |

| II Manual C–f3   |    |
| Lieblich Gedackt | 8′ |
| Dolciano         | 8′ |
| Viola            | 8′ |
| Spitzflöte       | 4′ |

| Pedal C–a0 |     |
| Subbaß     | 16′ |
| Octavbaß   | 8′  |

- Koppeln: II/I, II/P, I/P